# Galina Kuklevová
Galina Alexejevna Kuklevová (rusky: Галина Алексеевна Куклева, * 21. listopadu 1972, Išimbaj) je bývalá ruská biatlonistka.
Jejím největším individuálním úspěchem je zlatá medaile na trati 7,5 kilometru (sprint) na olympijských hrách v Naganu roku 1998. Krom toho má ještě dvě olympijské medaile ze štafet na 4x7,5 km: stříbro z Nagana a bronz z následujících her v Salt Lake City. Díky štafetám má i tři tituly mistryně světa (2000, 2001, 2003). Vyhrála též devatenáct závodů Světového poháru.